# Leven (East Riding of Yorkshire)
Leven is een civil parish in het bestuurlijke gebied East Riding of Yorkshire, in het Engelse graafschap East Riding of Yorkshire met 2433 inwoners.